# Доротей Скопски
Вижте пояснителната страница за други личности с името Доротей.
Доротей е православен български духовник, патриаршески и впоследствие екзархийски митрополит. 

## Биография
Роден е около 1830 година в Копривщица със светското име Дончо Иванов Спасов. Син е на Иван Спасов Абрашев и Рада Герова-Мушек, дъщеря на учителя Геро Добрович. По-голям брат е на д-р Спас Иванов. 
В 1847 година се замонашва в Хилендарския манастир. В 1850 година е таксидиот в Плевен. През същата година е назначен за протосингел на епископ Партений Врачански (1850 - 1852). На практика епархията се управлява от Доротей, който иска да заеме епископската катедра. На негова страна са и врачанските първенци братя Александър и Тодораки Хаджитошеви (Хаджиеви), които благодарение на големите си връзки в Търновската епархия, на която е подчинена Врачанската епископия, и в столицата, успяват да постигнат целта. В 1852 година Партений е обвинен в злоупотреби и насилия и в края на 1852 година е уволнен, а на негово място е назначен Доротей. Доротей изплаща на митрополит Неофит Търновски 100 000 гроша, сума дадена от богатия му баща хаджи Иван Спасов.
Доротей е приет добре от врачани, като специална делегация от миряни и клирици благодари пред меджлиса. Александър Димитриев пише специално писмо до врачани, в което ги поучава да обичат новия си архиерей, понеже е „от нашего рода и отечества“ и да не дават повод на гърците да ни укоряват, че „не знаеме да почитаме архиереите“. В „Цариградски вестник“ излиза специална дописка за тържественото посрещане на Доротей във Враца. Доротей първоначално защитава българското население пред местните власти. Промяна настъпва през 1853 година, когато врачани се включват активно в движинието срещу митрополит Неофит Търновски, но Доротей, макар и българин, подкрепя архиерея си. Прекарва повечето време в Плевен при чорбаджи Минчоолу, а не във Враца и според Тодораки Хаджитошев създал във Враца своя партия, начело с учителя Васил Кръстеняков, с когото ограбили наследството на епископ Партений. Братя Хаджитошеви решават да издействат призоваването на Доротей в Цариград, а той започва да заплашва противниците си с опасни обвинения. Плевенските му поддръжници съставят махзар, в който братя Хаджитошеви са представени като „бунтаджии“. Междувременно Доротей се изпокарва с даскал Васил за имуществото на Партений и прави постъпки за помирение с братя Хаджитошеви. Съответно на следната година в „Цариградски вестник“ се появяват две ласкателни писма за Доротей - едно от секретаря на митрополията Константинос Мегавулис (Костаки Мегавула), а другото от „врачански граждани“.
На 12 ноември 1860 година, след смъртта на Антим Нишавски, Доротей е избран за митрополит на Нишавската епархия в Пирот.
Избран за софийски митрополит на 19 април 1861 година, но не е приет от населението поради патриаршистките си възгледи. В София се разразява ожесточена антипатриаршистка борба. Доротей отстранен на 6 декември 1861 година и под стража изпратен за Цариград. Управлението на епархията преминава в ръцете на българската община. Доротей се водел формално Софийски митрополит до есента на 1872 година.
През зимата на 1870 година заедно с протосингела си Григорий митрополит Доротей обикаля северните българските земи, служи и ръкополага свещеници, тъй като гръцките владици са изгонени и няма кой да извършва хиротониите.
След учредяването на Българската екзархия в 1871 година се присъединява към нея и е делегат на Цариградския църковно-народен събор през 1871 година. Избран е за управляващ на Одринската екзархийска епархия. Поддържа връзки с активисти на униатското движение.
През октомври 1872 година е избран за пръв екзархийски митрополит в Скопската епархия. Получава берат едва през 1874 година.
Умира 15 август 1875 година в Цариград.